# 保木卓朗
保木 卓朗（ほき たくろう、1995年8月14日 - ）は、日本の男子バドミントン選手。山口県柳井市出身。トナミ運輸実業団バドミントン部所属。バドミントン日本代表ナショナルチームに選出されている。2021年に、日本人の男子ダブルスで初となるBWFワールドツアーファイナルズ、世界選手権制覇を達成している。2022年に、男子ダブルス日本人初の世界ランキング1位を達成した。

## 経歴

### ジュニア時代-2020年
富岡第一中学校、富岡高校を卒業し、トナミ運輸に入社。ペアは中学時代から小林優吾と組んでいる。
2015年に全日本社会人選手権で初優勝。その後2016年に日本A代表に選出される。
2019年にタン・キムハーがコーチに就任すると、ダブルスの完成度が向上し、同年の世界選手権では準決勝で世界ランク3位の李俊慧 / 劉雨辰を破り準優勝を果たすなど、国際大会の成績も伸びて行った。
2020年2月、元NTT東日本バドミントン部所属の、川島里羅と結婚。

### 2021年
2021年の東京オリンピックでは、園田啓悟 / 嘉村健士ペアと遠藤大由 / 渡辺勇大ペアの出場により、自身は出場権を逃す。しかしその直後から一気に結果を残すようになり、8月のデンマーク・オープンでは、2回戦で東京五輪金メダリストの李洋 / 王齊麟を破り、そのまま勢いに乗り優勝(ワールドツアー初優勝) 。
9月のインドネシア・マスターズでは、決勝で世界ランク1位のマルクス・フェルナルディ・ギデオン / ケビン・サンジャヤ・スカムルジョにキャリアを通して初めて勝利し優勝した。1週間後のインドネシア・オープンでも2週連続で決勝進出を果たすが、マルクス・フェルナルディ・ギデオン / ケビン・サンジャヤ・スカムルジョにリベンジを果たされ準優勝となる。
12月のBWFワールドツアーファイナルズでは、グループステージBを1位通過し、そのまま決勝に進出。決勝ではマルクス・フェルナルディ・ギデオン / ケビン・サンジャヤ・スカムルジョに再び勝利し優勝した。

#### 日本人MD初の世界選手権優勝
2週間後の世界選手権では、1回戦以外のすべての試合をストレートゲームで勝利し、優勝を果たす。世界選手権男子ダブルスの種目での日本人初の優勝者となった。

### 2022年
5月のタイ・オープンを優勝。6月のマレーシア・オープンでは、決勝でファジャル・アルフィアン / ムハマド・リアン・アルディアントを破り優勝。

#### 日本人初のMD世界ランク1位
9月20日付のBWF世界ランキングで、日本人史上初となる男子ダブルス1位の快挙を達成した。
年末の全日本総合選手権では、全試合をストレートゲームで勝利し、自身初となる優勝を果たした。

### 2023年
6月のシンガポール・オープンでは、決勝で世界ランク3位の梁偉鏗 / 王昶をストレートで下し優勝。1年ぶりのタイトル獲得となった。
9月の中国オープンでは、準々決勝で前週の世界選手権銀メダリストのキム・アストルプ / アンダース・スカールプ・ラスムセンをストレートで破り準決勝に進出。準決勝では、梁偉鏗 / 王昶に16-21, 22-20, 20-22と、ファイナルデュースの接戦で敗れベスト4の結果で終わった。

## 成績

### 世界選手権
| 年   | 開催地   | 対戦相手                                  | スコア             | 結果   |
| ---- | -------- | ----------------------------------------- | ------------------ | ------ |
| 2021 | ウエルバ | 何濟霆 譚強                               | 21-12, 21-18       | 優勝   |
| 2019 | バーゼル | モハマド・アッサン ヘンドラ・セティアワン | 23-25, 21-9, 15-21 | 準優勝 |

### BWFワールドツアー
| 年   | 大会                          | レベル       | 対戦相手                                                            | スコア              | 結果   |
| ---- | ----------------------------- | ------------ | ------------------------------------------------------------------- | ------------------- | ------ |
| 2023 | オーストラリア・オープン      | スーパー500  | 姜敏赫 徐承宰                                                       | 17-21, 17-21        | 準優勝 |
| 2023 | ジャパン・オープン            | スーパー750  | 李洋 王齊麟                                                         | 19-21, 13-21        | 準優勝 |
| 2023 | シンガポール・オープン        | スーパー750  | 梁偉鏗 王昶                                                         | 21-13, 21-18        | 優勝   |
| 2022 | マレーシア・オープン          | スーパー750  | ファジャル・アルフィアン ムハマド・リアン・アルディアント           | 24-22, 16-21, 21-9  | 優勝   |
| 2022 | タイ・オープン                | スーパー500  | ファジャル・アルフィアン ムハマド・リアン・アルディアント           | 13-4棄              | 優勝   |
| 2022 | BWFワールドツアーファイナルズ | スーパー1000 | マルクス・フェルナルディ・ギデオン ケビン・サンジャヤ・スカムルジョ | 21-16, 13-21, 21-17 | 優勝   |
| 2021 | インドネシア・オープン        | スーパー1000 | マルクス・フェルナルディ・ギデオン ケビン・サンジャヤ・スカムルジョ | 14-21, 18-21        | 準優勝 |
| 2021 | インドネシア・マスターズ      | スーパー750  | マルクス・フェルナルディ・ギデオン ケビン・サンジャヤ・スカムルジョ | 21-11, 17-21, 21-19 | 優勝   |
| 2021 | デンマーク・オープン          | スーパー1000 | キム・アストルプ アンダース・スカールプ・ラスムセン                 | 21-18, 21-12        | 優勝   |
| 2018 | 韓国オープン                  | スーパー500  | 遠藤大由 渡辺勇大                                                   | 21-9, 15-21, 10-21  | 準優勝 |

### BMW スーパーシリーズ
混合ダブルス
| Year | Tournament                 | Partner  | Opponent      | Score       | Result |
| ---- | -------------------------- | -------- | ------------- | ----------- | ------ |
| 2017 | ヨネックスオープンジャパン | 廣田彩花 | 王懿律 黄東萍 | 13–21, 8–21 | 準優勝 |

  BWF スーパーシリーズファイナルズ
  BWFスーパーシリーズプレミア
  BWFスーパーシリーズ

### BWFグランプリ
男子ダブルス
| Year | Tournament | Partner  | Opponent                     | Score        | Result |
| ---- | ---------- | -------- | ---------------------------- | ------------ | ------ |
| 2016 | USオープン | 小林優吾 | Mathias Boe Carsten Mogensen | 11–21, 20–22 | 準優勝 |

  BWFグランプリゴールド
  BWFグランプリ